# Yum Yum (Tennessee)
Yum Yum è una comunità non incorporata degli Stati Uniti d'America della contea di Fayette nello Stato del Tennessee. Si trova 7 miglia (11 km) a nord di Somerville.
La comunità prende il suo nome da una marca di caramelle del XIX secolo. La tradizione locale afferma che la comunità prese questo nome quando il senatore Kenneth McKellar chiese al negoziante John J. Garnett come chiamare il nuovo ufficio postale e Garnett gli rispose: "chiamalo Yum Yum. Non ci sarà un altro nome come quello".